# Flutter Entertainment
Flutter Entertainment plc (раніше Paddy Power Betfair plc) — букмекерська холдингова компанія, створена в результаті злиття Paddy Power та Betfair, а згодом придбання The Stars Group. Зареєстрована на Лондонській фондовій біржі та була складовою частиною індексу FTSE 100 до того як основний лістинг компанії перейшов на біржу NYSE.
Компанія працює під різними брендами, включаючи Adjarabet, BetEasy, Betfair, FanDuel, FOX Bet, Full Tilt Poker, Paddy Power, PokerStars, Sky Bet, Sportsbet.com.au, Timeform та TVG Network.

## Історія
Paddy Power та її британський конкурент Betfair домовились про злиття 8 вересня 2015 року. Цей бізнес належить 52 % колишнім акціонерам Paddy Power та 48 % колишнім акціонерам Betfair. Злиття було завершено 2 лютого 2016 р. 5 квітня 2016 року оголошено про закриття 650 робочих місць у Британії та Ірландії.
1988 року з'являється компанія Paddy Power, 2000 було створено сайт компанії, що став одним із перших беттингових у світі.
2000 року на ринок виходить Betfair, та вже через рік стає першою букмекерською конторою у світі, яка приймає ставки в режимі live, тобто по ходу матчу. Компанія поглинає іншу біржу ставок Flutter. 2006 року Betfair купує Timeform.
Paddy Power та її британський конкурент Betfair домовились про злиття 8 вересня 2015 року. Цей бізнес належить 52 % колишнім акціонерам Paddy Power та 48 % колишнім акціонерам Betfair. Злиття було завершено 2 лютого 2016 р. 5 квітня 2016 року оголошено про закриття 650 робочих місць у Британії та Ірландії.
18 жовтня 2016 року компанія виплатила 1,1 млн $ тим, хто зробив ставку на Хіларі Клінтон на президентських виборах у США, посилаючись на певність перемоги Клінтон, коли переміг Трамп. У травні 2017 року компанія придбала оператора фентезі-спорту Draft. У серпні 2017 року було оголошено, що Пітер Джексон, директор Worldpay UK, стане наступником Бреона Коркорана на посаді генерального директора Paddy Power Betfair.
У березні 2018 року компанія оголосила про впровадження електронного процесу самовиключення через додаток, система замінила паперовий процес.
У травні 2018 року Paddy Power Betfair оголосив про намір придбати FanDuel, одного з двох провідних операторів фентезі-спорту в США. Угода активізувалась після скасування федеральної заборони на спортивні ставки. В рамках придбання, компанія заплатила 158 млн $ та об'єднала свої філії в США у FanDuel, щоб сформувати FanDuel Group.
Компанія володіє 61 % контрольного пакета акцій, з можливістю збільшення частки до 80 % через три роки та 100 % через п'ять. У жовтні 2018 року британська комісія з азартних ігор оштрафувала Paddy Power Betfair на 2,2 млн фунтів за те, що та не захистила споживачів, що виявляють ознаки лудоманії, і за відсутність перевірок щодо відмивання грошей.
У лютому 2019 року компанія оголосила про придбання 51 % контрольного пакета акцій грузинського оператора adjarabet з можливістю придбати решту 49 % через три роки.
6 березня 2019 року Paddy Power Betfair оголосила про перейменування на Flutter Entertainment. Чому холдинг був названий таким чином, невідомо. Виходить, рада директорів вирішила взяти назву біржі, яка колись була конкурентом Betfair, але потім була поглинута і фактично зникла.
2 жовтня 2019 року Flutter Entertainment оголосив про покупку канадської компанії The Stars Group за 6,95 млрд. $, створивши найбільшу в світі азартну компанію за доходами. Відповідно до міноритарного пакета акцій The Stars Group, корпорація Fox має можливість придбати 18,5 % акцій FanDuel Group.
У січні 2021 року компанія оголосила, що має намір відкрити доступ до онлайн-ставок на спорт на своїх платформах принаймні для третини населення США до кінця року.
У грудні 2021 року Flutter Entertainment оголосила, що придбає провідного італійського постачальника онлайн-ігор Sisal Gaming за 1,913 млрд євро/ 1,62 млрд фунтів стерлінгів. Очікується, що операція буде завершена у другому кварталі 2022 року.
У січні 2022 року Flutter придбала компанію Tombola, яка займається онлайн-бінго.
У листопаді 2022 року арбітр постановив, що корпорація Fox має опціон на придбання 18,6% акцій FanDuel за $3,7 млрд, виходячи з оцінки в $20 млрд, з підвищенням ціни на 5% за кожен рік 10-річного опціону.

## Оперування активами
Компанія діє під окремими брендами у Британії, Ірландії, Грузії та Італії. Інтернет-підрозділ включає Paddy Power та Betfair у Британії та Ірландії. Betfair також управляє біржею онлайн-ставок.
У Британії та Ірландії діють 600 торгових точок. В Австралії компанія володіє Sportsbet. До складу підрозділу в США входить мережа TVG, що включає телеканал для трансляції перегонів та мережу онлайн-ставок Pari mutuel, яка діє в 35 штатах. У штаті Нью-Джерсі компанія має онлайн-казино та біржу для ставок на кінські перегони.
Як Paddy Power, так і Betfair регулюються у Великій Британії Комісією з азартних ігор.